# فاديم بلوتنيكوف
فاديم بلوتنيكوف (بالأوكرانية: Плотников Вадим В'ячеславович)‏ هو لاعب كرة قدم ومدرب كرة قدم أوكراني في مركز الوسط، ولد في 12 أبريل 1968 في كيروفسك في أوكرانيا. لعب مع FC Stakhanov ‏.

## وصلات خارجية
- فاديم بلوتنيكوف على موقع اتحاد أوكرانيا (الإنجليزية)
- فاديم بلوتنيكوف على موقع قاعدة بيانات كرة القدم.إي يو (الإنجليزية)